# Adrian Rienäcker
Adrian Rienäcker (* 1964 in Essen) ist ein deutscher Maschinenbauingenieur und Hochschullehrer. Seine Fachgebiete sind Konstruktionslehre, Maschinenelemente, Tribologie und Finite-Elemente-Methode.

## Leben
Rienäcker wurde 1964 in Essen geboren und studierte an der RWTH Aachen Maschinenbau. 1995 promovierte er am Institut für Maschinenelemente und Maschinengestaltung (IME) bei Heinz Peeken und Gunter Knoll. In seiner Dissertation beschäftigte er sich mit der Instationären Elastohydrodynamik von Gleitlagern mit rauhen Oberflächen und inverse Bestimmung der Warmkonturen. Im Anschluss war er ein Jahr als Postdoktorand am Institut für Maschinenelemente und Konstruktionstechnik (IMK) an der Universität Kassel tätig, ehe er in die freie Wirtschaft wechselte. Von 1996 bis 2000 war er bei BMW Rolls-Royce tätig und wechselte (nach einer kurzfristigen Tätigkeit bei Stihl) 2001 zu MTU Aero Engines, wo er bis 2010 tätig war. Dort war er in leitender Position an der Entwicklung von Turbinen für den Airbus A320neo und den Airbus A380 tätig.
Seit 2010 lehrt Adrian Rienäcker als Professor am Lehrstuhl für Maschinenelemente und Tribologie an der Universität Kassel. Seit Oktober 2013 ist er geschäftsführender Direktor des Instituts für Antriebs- und Fahrzeugtechnik.

## Publikationen (Auswahl)
- Adrian Rienäcker: Instationäre Elastohydrodynamik von Gleitlagern mit rauhen Oberflächen und inverse Bestimmung der Warmkonturen. Dissertation RWTH Aachen 1995.
- Till D. Waberski, Helmut Buchner, Klaus Lehnertz, Andreas Hufnagel, Manfred Fuchs, rainer Beckmann, Adrian Rienäcker: Properties of Advanced Headmodelling and Source Reconstruction for the Localization of Epileptiform Activity. In: Brain Topography. Band 10, Nr. 4. Springer, Juni 1998, ISSN 0896-0267.
- Berend Denkena, Adrian Rienäcker, Gunter Knoll, Friedrich-Wilhelm Bach, Hans Jürgen Maier, Eduard Reithmeier, Friedrich Dinkelacker (Hrsg.): Microstructuring of Thermo-Mechanically Highly Stressed Surfaces : Final Report of the DFG Research Group 576. Springer International Publishing, Cham 2015, ISBN 978-3-319-09692-6.
- Ömer Özdemir, Adrian Rienäcker, Felix Fischer, Hubertus Murrenhoff: Thermo-Elastohydrodynamik des Kolben-Buchse-Kontakts von Hochdruckpumpen. In: Motortechnische Zeitschrift. Band 79, Nr. 3. Springer Vieweg, 9. Februar 2018, ISSN 0024-8525.
- Ömer Özdemir, Matthias Senge, Felix Fischer, Adrian Rienäcker, Katharina Schmitz: Nichtlineare, inverse Parameteridentifikation zur TEHD-Simulation von geschmierten Kontakten bei hohen Druckgradienten / von Ömer Özdemir, Matthias Senge, Felix Fischer, Adrian Rienäcker, Katharina Schmitz. In: Forschungen im Ingenieurwesen. Band 82, Nr. 4. Springer, 29. Oktober 2018, ISSN 0015-7899.
- Ömer Özdemir, Kevin Huttinger, Adrian Rienäcker, Michael Bargende: Reibleistungsoptimierung durch lokales Öl-Thermomanagement. In: Motortechnische Zeitschrift. Band 79, Nr. 11. Springer Vieweg, November 2018, ISSN 0024-8525.
- Ömer Özdemir, Felix Fischer, Adrian Rienäcker, Katharina Schmitz: Thermo-elastohydrodynamic simulation of the piston-cylinder contact in high-pressure pumps at 3000 bar. In: Industrial Lubrication and Tribology. Band 71, Nr. 5. Emerald Group Publishing, Juni 2019, ISSN 0036-8792.